# پارک جنگلی شهید بهشتی بروجرد
پارک جنگلی شهید بهشتی یک پارک جنگلی در شمال شهر بروجرد و در حوالی شهرک اندیشه، شهرک مخابرات و شهرک ایثار در شمال جاده کمربندی این شهر است. پارک جنگلی شهید بهشتی دارای ۶۰ هکتار وسعت می‌باشد  . 
توسعه این پارک در دست اقدام است و هم‌اکنون مراحل ساخت جاده، آلاچیق، سرویس‌های بهداشتی، فروشگاه و سایر امکانات خدماتی در آن در دست اجراست .